# NGC 5560
NGC 5560 (również PGC 51223 lub UGC 9172) – galaktyka spiralna z poprzeczką (SBb/P), znajdująca się w gwiazdozbiorze Panny w odległości około 90 milionów lat świetlnych od Ziemi. Została odkryta 30 kwietnia 1786 roku przez Williama Herschela.

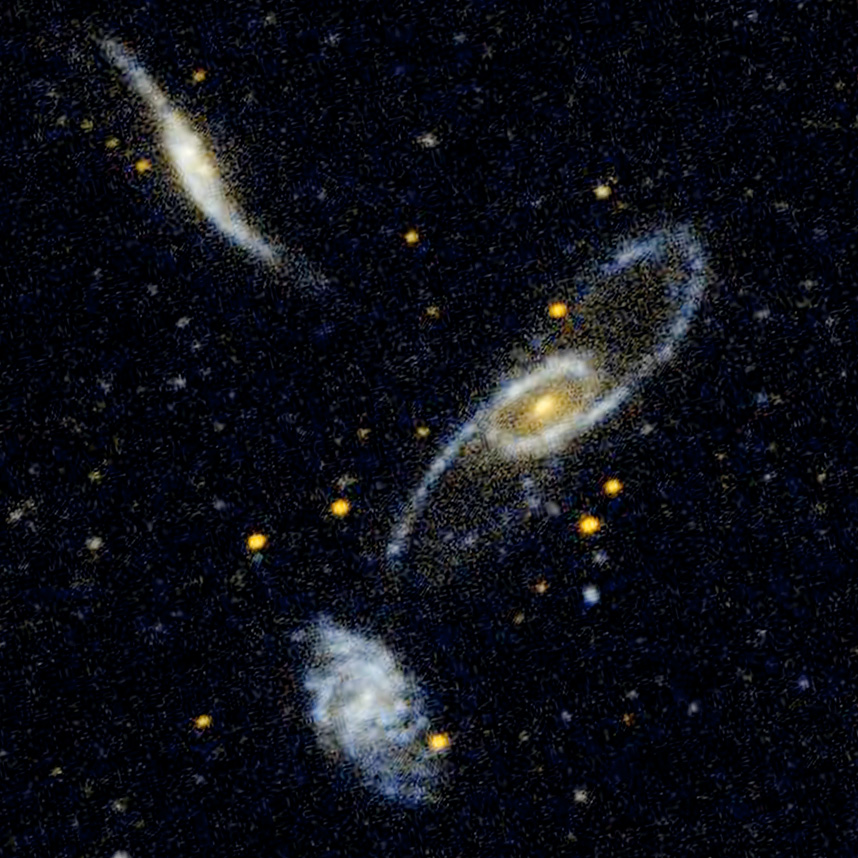
NGC 5560 (u góry), NGC 5566 (w środku) i NGC 5569 (na dole) widziane w ultrafiolecie (GALEX)

Tworzy układ potrójny z galaktykami NGC 5566 i NGC 5569, skatalogowany jako Arp 286 w Atlasie Osobliwych Galaktyk Haltona Arpa.